# Comunidad nativa de San José de Karene
San José de Karene es una comunidad nativa harákmbut (o harakbut) ubicada en el distrito de Madre de Dios, provincia del Manu en el departamento de Madre de Dios en Perú.Se encuentra ubicada cerca a la orilla del río Pukiri, extendiéndose hasta atravesar el río Colorado.
Está reconocida como una comunidad nativa según la Resolución de Reconocimiento R.D. 0055-80-DR-AA de fecha 27 de febrero de 1980 que la lista como perteneciente al pueblo indígena harákmbut dentro de la base de datos del Estado Peruano. Es una de las 5 comunidades nativas en el distrito de Madre de Dios y una de las 17 comunidades harákmbut identificadas en la zona amazónica de los departamentos de Cusco y Madre de Dios.Además, forma parte de las 10 comunidades integrantes de la Reserva comunal Amarakaeri.
Esta comunidad nativa ha experimentado la afectación de 6282 hectáreas de bosque como resultado de la minería ilegal. Esta pérdida equivale al 29.1% de su territorio total, que asciende a 21 605 hectáreas. Entre los años 2010 y 2020, se deforestaron 3591 hectáreas, situándola en la segunda posición entre las comunidades de Madre de Dios con mayor impacto en su territorio.

## Historia
Esta comunidad fue establecida el 8 de octubre de 1969, y entre sus fundadores se encuentran figuras destacadas como Adolfo Ireyo, Avelino Ommia, Javier Quique, Fátima Quique, Inés Quique, María Flor Bolívar, Mónica Moque, Gabriel Raymundo Arique, Nicolás Nayori Kentehuari, Pedro Nayori, Daniel Kentehuari, Pablo Iviche y Santos Nayori.
Con el respaldo de la Federación Nativa del río Madre de Dios y Afluentes (FENAMAD), la comunidad obtuvo su título de propiedad en 1986, abarcando más de 21 mil hectáreas. En la actualidad, la comunidad enfrenta el desafío de la superposición de concesiones mineras por parte de terceros. Para hacer frente a esta problemática, están promoviendo activamente iniciativas económicas sostenibles.

## Demografía
La comunidad nativa San José de Karene está compuesta principalmente por población hablante de la lengua harákmbut, grupo originario que habita la zona amazónica entre el río Madre de Dios e Inambari. Con base en la evolución demográfica de la comunidad, según el II Censo de Comunidades del año 2007, se registró una población de 2970 habitantes. Sin embargo, datos más recientes del III Censo de Comunidades Indígenas 2017: III Censo de Comunidades Nativas y I Censo de Comunidades Campesinas, indican una significativa disminución en la población. Actualmente, la comunidad cuenta con un total de 55 personas, de las cuales 60.61% son hombres y un 39.39% son mujeres. Esta reducción drástica en la población destaca la importancia de comprender y abordar los desafíos que enfrenta la comunidad en términos de su territorio, demografía y bienestar.

## Organización
El reconocimiento de la titulación de su territorio se regista en la R.M. 121-86-AG/DGRA.AR.La comunidad forma parte de la Federación Nativa del Río Madre de Dios y Afluentes (FENAMAD), a través de la cual participa de la Asociación Interétnica de Desarrollo de la Selva Peruana (AIDESEP).